# Якут Володимир Васильович
Володимир Васильович Якут (нар. 30 січня 1958, Краматорськ, Донецька область, УРСР) — радянський футболіст, нападник та півзахисник, футбольний тренер.

## Життєпис
Розпочинав грати в команді другої ліги «Шахтар» Горлівка у 1976 році, невдовзі перейшов до елістинського «Уралану». 1977 року провів один матч за «Динамо» (Ставрополь). У 1978-1979 роках грав за «Уралан». У 1980 році зіграв 12 матчів у першій лізі за воронезький «Факел». Наступний сезон розпочав у «Зорі» (Ворошиловград), потім повернувся до «Уралану», де виступав до завершення кар'єри в 1990 році.
Тренер «Уралану» у 1992—1996 роках. Головний тренер дубля команди у 1996-1997 роках.
Пізніше – дитячий тренер у краматорському «Авангарді».